# كوداكية دائرية
كوداكية دائرية (الاسم العلمي: Codakia orbicularis) هي نوع من الحيوانات تتبع جنس الكوداكية من فصيلة اللوسينات.